# P0f
p0f – pasywny skaner sieciowy stworzony przez Michała Zalewskiego.

## Możliwości programu
- rozpoznawanie systemu operacyjnego zdalnych hostów (OS Fingerprinting)
- wykrywanie obecności firewalli i NAT-u
- wykrywanie obecności load balancerów
- wykrywanie odległości od zdalnego hosta
- wykrywanie czasu pracy (uptime'u) zdalnego hosta

Jako skaner pasywny, p0f tak samo dobrze radzi sobie zarówno z hostami posiadającymi publiczny adres IP, jak i tymi znajdującymi się za maskaradą.